# Jana Čepelová
Jana Čepelová (Košice, 29 maggio 1993) è un'ex tennista slovacca.

## Biografia
I suoi genitori sono Peter e Jarmila; ha un fratello di nome Roman. Ha iniziato a giocare a tennis all'età di quattro anni, è allenata da Martin Zathurecky e ritiene la terra battuta la sua superficie migliore.

## Carriera

### Junior
Ottiene buoni risultati a livello giovanile, durante il Torneo di Wimbledon 2009 raggiunse i quarti di finale nel doppio con Vivien Juhászová mentre agli US Open successivi raggiunse la semifinale in coppia con Chantal Škamlová. L'anno successivo vinse l'Australian Open 2010 - Doppio ragazze sempre insieme alla Škamlová e sconfiggendo in finale Tímea Babos e Gabriela Dabrowski, con il punteggio di 7-6(1), 6-2.
Ha vinto due medaglie ai Giochi olimpici giovanili estivi, quella d'argento nel doppio e quella di bronzo in singolare.

### Professionista

#### 2012
Si qualifica per il torneo di Wimbledon e nel tabellone principale raggiunge il terzo turno battendo Kristina Mladenovic e la testa di serie n. 26 Anabel Medina Garrigues, prima di soccombere a Viktoryja Azaranka per 6-3, 6-3.
Raggiunge il primo quarto di finale WTA al Washington Open partendo dalle qualificazioni e viene battuta dalla futura campionessa Magdaléna Rybáriková.
Si qualifica anche al Canadian Open di Montréal dove batte al primo turno la svedese Sofia Arvidsson 6-3, 6-3, prima di perdere dalla finalista del Roland Garros 2012 Sara Errani con il punteggio di 6-3, 6-2.

#### 2014
Conquista la sua prima finale WTA a Charleston dove però viene battuta da Andrea Petković per 7-5, 6-2. Nel torneo ha però battuto giocatrici come Daniela Hantuchová, Serena Williams e Elena Vesnina.

#### 2015

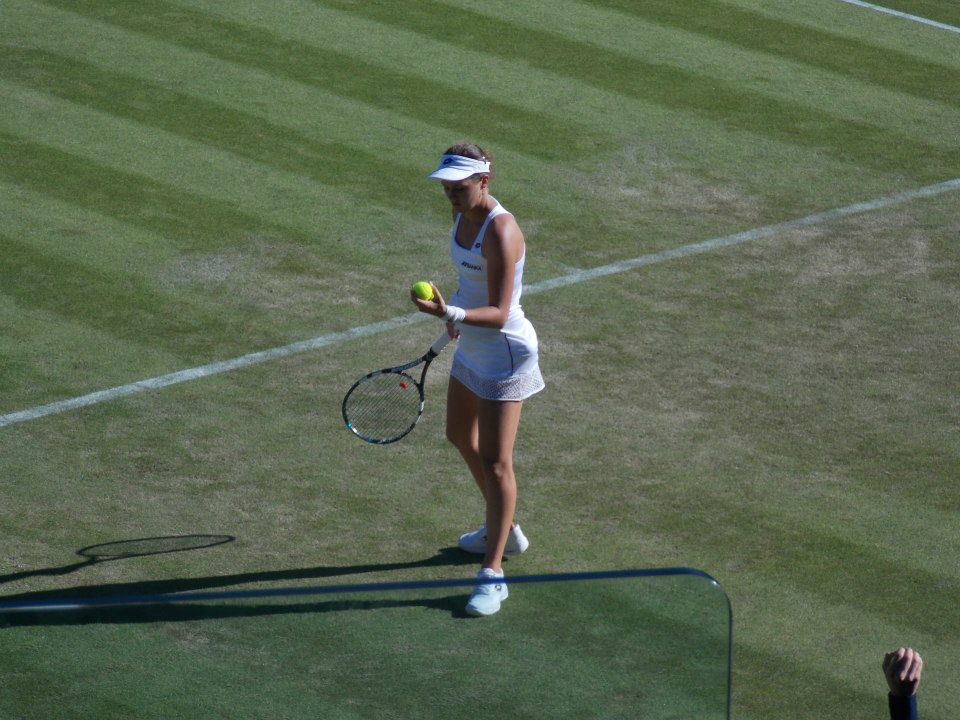
Jana Cepelova a Wimbledon nel 2015

Jana comincia l'anno al torneo di Auckland, venendo sconfitta all'esordio da Venus Williams, 1-6 0-6. La slovacca perde ancora al primo turno in altre 3 occasioni ad Hobart, Indian Wells e Miami, prima di centrare la prima vittoria nell'amata Charleston dove sconfigge la russa Elena Vesnina, per 6-2 6(5)–7 7–6(4), prima di perdere dall'italiana Sara Errani, per 3-6 6(5)–7. A Praga perde al primo turno dalla russa Elena Vesnina per 2-6 1-6. Ai French Open si ferma nelle qualificazioni contro Denisa Allertová. Nella stagione sull'erba raccoglie poco: perde al primo turno sia a Nottingham, contro Donna Vekić che a Birmingham, contro Mariana Duque Mariño. A Wimbledon compie una sorpresa al primo turno sconfiggendo al primo turno la testa di serie numero 3 Simona Halep, per 5-7 6-4 6-3. Al turno successivo, però, perde contro Monica Niculescu con un doppio 3-6.

#### 2016
Dopo le qualificazioni passa sorprendentemente al terzo turno a Wimbledon dopo aver battuto la testa di serie nº2 Garbiñe Muguruza in due set con il punteggio di 6-3 6-2.

#### 2023, ritiro
Ritorna dalla maternità per concludere la sua carriera tennistica agli US Open.

## Statistiche WTA

### Singolare

#### Sconfitte (1)
| Legenda               |
| --------------------- |
| Grande Slam (0)       |
| Argenti Olimpici (0)  |
| WTA Finals (0)        |
| Premier Mandatory (0) |
| Premier 5 (0)         |
| Premier (1)           |
| International (0)     |

| N. | Data          | Torneo                        | Superficie  | Avversaria in finale | Punteggio |
| 1. | 6 aprile 2014 | Family Circle Cup, Charleston | Terra verde | Andrea Petković      | 5-7, 2-6  |

## Statistiche ITF

### Singolare

#### Vittorie (7)
| Torneo $100.000 (1) |
| Torneo $80.000 (0)  |
| Torneo $75.000 (1)  |
| Torneo $60.000 (0)  |
| Torneo $50.000 (0)  |
| Torneo $25.000 (3)  |
| Torneo $15.000 (0)  |
| Torneo $10.000 (2)  |

| N. | Data              | Torneo                                                                                   | Superficie  | Avversaria in finale | Punteggio     |
| 1. | 31 ottobre 2010   | ITF Women's Circuit Monastir, Monastir                                                   | Cemento     | Diāna Marcinkēviča   | 6-2, 6-2      |
| 2. | 23 gennaio 2011   | Internationaler Württembergische Hallenmeisterschaften um den Südwestbank-Cup, Stoccarda | Cemento (i) | Nina Zander          | 6-4, 6-4      |
| 3. | 26 giugno 2011    | Rolls Royce Women's Cup Kristinehamn, Kristinehamn                                       | Terra rossa | Alexandra Cadanțu    | 6-4, 3-6, 6-4 |
| 4. | 28 agosto 2011    | Synot Tip Open, Praga                                                                    | Terra rossa | Bibiane Schoofs      | 7-6(6), 6-4   |
| 5. | 17 novembre 2013  | Al Habtoor Tennis Challenge, Dubai                                                       | Cemento     | Maria Elena Camerin  | 6-1, 6-2      |
| 6. | 15 luglio 2017    | Hungarian Pro Circuit Ladies Open, Budapest                                              | Terra rossa | Danka Kovinić        | 6-4, 6-3      |
| 7. | 13 settembre 2020 | Kuchyne Gorenje Prague Open, Praga                                                       | Terra rossa | Renata Zarazúa       | 6-4, 7-6(4)   |

#### Sconfitte (6)
| Torneo $100.000 (1) |
| Torneo $80.000 (0)  |
| Torneo $75.000 (0)  |
| Torneo $60.000 (0)  |
| Torneo $50.000 (1)  |
| Torneo $25.000 (2)  |
| Torneo $15.000 (0)  |
| Torneo $10.000 (2)  |

| N. | Data             | Torneo                                                                          | Superficie  | Avversaria in finale    | Punteggio |
| 1. | 14 febbraio 2010 | ITF Women's Circuit Eilat, Eilat                                                | Cemento     | Janina Toljan           | 1-6, 2-6  |
| 2. | 24 ottobre 2010  | ITF Women's Circuit Monastir, Monastir                                          | Cemento     | Martina Borecka         | 5-7, 1-6  |
| 3. | 27 giugno 2011   | Swedish Ladies Ystad, Ystad                                                     | Terra rossa | Dia Evtimova            | 3-6, 4-6  |
| 4. | 21 novembre 2011 | OrtoLääkärit Open, Helsinki                                                     | Cemento (i) | Tímea Babos             | 3-6, 1-6  |
| 5. | 11 maggio 2015   | Open International Féminin Midi-Pyrénées Saint-Gaudens Comminges, Saint-Gaudens | Terra rossa | María Teresa Torró Flor | 1-6, 0-6  |
| 6. | 21 ottobre 2018  | Suzhou Ladies Open, Suzhou                                                      | Cemento     | Zheng Saisai            | 5-7, 1-6  |

### Doppio

#### Vittorie (3)
| Torneo $100.000 (0) |
| Torneo $80.000 (0)  |
| Torneo $75.000 (0)  |
| Torneo $60.000 (0)  |
| Torneo $50.000 (0)  |
| Torneo $25.000 (3)  |
| Torneo $15.000 (0)  |
| Torneo $10.000 (0)  |

| N. | Data             | Torneo                                                          | Superficie  | Compagna        | Avversarie in finale                  | Score               |
| 1. | 16 ottobre 2011  | Torneo Internacional de Tenis Sant Cugat, Sant Cugat del Vallès | Terra rossa | Katarzyna Piter | Leticia Costas Inés Ferrer Suárez     | 6–3, 2–6, [10–6]    |
| 2. | 17 febbraio 2012 | Morocco Tennis Tour Rabat, Rabat                                | Terra rossa | Réka Luca Jani  | Anastasia Grymalska Ilona Kremen      | 6(4)–7, 6–1, [10–4] |
| 3. | 18 marzo 2012    | Internacional Femenil Poza Rica, Poza Rica                      | Cemento     | Lenka Wienerová | Maria Elena Camerin Mariya Koryttseva | 7–5, 2–6, [10–3]    |

#### Sconfitte (5)
| Torneo $100.000 (1) |
| Torneo $80.000 (0)  |
| Torneo $75.000 (1)  |
| Torneo $60.000 (0)  |
| Torneo $50.000 (1)  |
| Torneo $25.000 (1)  |
| Torneo $15.000 (0)  |
| Torneo $10.000 (1)  |

| N. | Data            | Torneo                                                                                   | Superficie  | Compagna                  | Avversarie in finale                 | Score               |
| 1. | 23 gennaio 2011 | Internationaler Württembergische Hallenmeisterschaften um den Südwestbank-Cup, Stoccarda | Cemento (i) | Michaela Pochabová        | Daniëlle Harmsen Marina Melnikova    | 6–3, 4–6, [12–14]   |
| 2. | 7 agosto 2011   | Empire Trnava Cup, Trnava                                                                | Terra rossa | Lenka Wienerová           | Janette Husárová Renata Voráčová     | 6(2)–7, 1–6         |
| 3. | 28 agosto 2011  | Synot Tip Open, Praga                                                                    | Terra rossa | Katarzyna Piter           | Iveta Gerlová Lucie Kriegsmannová    | 7–6(8), 1–6, [8–10] |
| 4. | 12 maggio 2013  | Empire Trnava Cup, Trnava                                                                | Terra rossa | Anna Karolína Schmiedlová | Mervana Jugić-Salkić Renata Voráčová | 1-6, 1-6            |
| 5. | 5 giugno 2016   | Open GDF SUEZ de Marseille, Marsiglia                                                    | Terra rossa | Lourdes Domínguez Lino    | Hsieh Su-wei Nicole Melichar         | 6–1, 3–6, [3–10]    |

## Grand Slam Junior

### Doppio

#### Vittorie (1)
| Tornei del Grande Slam  |
| ----------------------- |
| Australian Open (1)     |
| Open di Francia (0)     |
| Torneo di Wimbledon (0) |
| US Open (0)             |

| N. | Data            | Torneo                     | Superficie | Compagna         | Avversarie in finale           | Punteggio   |
| 1. | 30 gennaio 2010 | Australian Open, Melbourne | Cemento    | Chantal Škamlová | Tímea Babos Gabriela Dabrowski | 7-6(1), 6-2 |

## Risultati in progressione
| Sigla | Risultato               |
| ----- | ----------------------- |
| V     | Vincitore               |
| F     | Finalista               |
| SF    | Semifinalista           |
| O     | Oro olimpico            |
| A     | Argento olimpico        |
| SF    | Bronzo olimpico         |
| QF    | Quarti di Finale        |
| 4T    | Quarto turno            |
| 3T    | Terzo turno             |
| 2T    | Secondo turno           |
| 1T    | Primo turno             |
| RR    | Round Robin             |
| LQ    | Turno di qualificazione |
| A     | Assente                 |
| ND    | Non disputato           |

| Legenda superfici    |
| -------------------- |
| Cemento              |
| Terra battuta        |
| Erba                 |
| Superficie variabile |

### Singolare nei tornei del Grande Slam
| Torneo          | 2012 | 2013 | 2014 | 2015 | V--S |
| --------------- | ---- | ---- | ---- | ---- | ---- |
| Australian Open | A    | 2T   | 1T   | A    | 1-2  |
| Open di Francia | A    | 2T   | 1T   |      | 1-2  |
| Wimbledon       | 3T   | 2T   | 1T   |      | 3-3  |
| US Open         | A    | 1T   | 2T   |      | 1-2  |
| Totale          | 2-1  | 3-4  | 1-4  | 0-0  | 6-9  |

### Doppio nei tornei del Grande Slam
| Torneo          | 2013 | 2014 | 2015 | V--S |
| --------------- | ---- | ---- | ---- | ---- |
| Australian Open | A    | A    | A    | 0-0  |
| Open di Francia | 1T   | 2T   |      | 1-2  |
| Wimbledon       | 2T   | 1T   |      | 1-2  |
| US Open         | A    | 1T   |      | 0-1  |
| Totale          | 1-2  | 1-3  | 0-0  | 2-5  |

### Doppio misto nei tornei del Grande Slam
Nessuna partecipazione

## Vittorie contro giocatrici Top 10
| Stagione | 2019 | 2020 | 2021 | 2022 | 2023 | Totale |
| Vittorie | 3    | 0    | 1    | 2    | 4    | 10     |

| #    | Giocatrice       | Ranking | Evento                      | Superficie  | Turno | Punteggio     | Rank. JCR |
| ---- | ---------------- | ------- | --------------------------- | ----------- | ----- | ------------- | --------- |
| 2014 |                  |         |                             |             |       |               |           |
| 1.   | Serena Williams  | 1       | Charleston Open, Charleston | Terra verde | 2T    | 6-4, 6-4      | 78        |
| 2015 |                  |         |                             |             |       |               |           |
| 2.   | Simona Halep     | 3       | Torneo di Wimbledon, Londra | Erba        | 1T    | 5–7, 6–4, 6–3 | 106       |
| 2016 |                  |         |                             |             |       |               |           |
| 3.   | Garbiñe Muguruza | 2       | Torneo di Wimbledon, Londra | Erba        | 2T    | 6-3, 6-2      | 124       |